# Nieuwe Rivier
De Boven Corantijn, of Nieuwe Rivier (Engels: New River) genoemd in Guyana, is een rivier in het stroomgebied van de Corantijn aan de westgrens van het Tigri-gebied, dat zowel door Suriname als door Guyana wordt opgeëist. De rivier mondt via verschillende vertakkingen tussen verschillende eilanden uit in de Corantijn, de onbetwiste grensrivier tussen beide landen die uitmondt in de Atlantische Oceaan.
De rivier wordt vanuit Surinaams perspectief sinds 1965 Boven-Corantijn genoemd om te benadrukken dat ze de grenslijn met Guyana vormt. Omgekeerd wordt de Coeroenie door Guyana gezien als de bovenloop van de Corantijn.
De Nieuwe Rivier werd in 1871 ontdekt door de Brit Charles Barrington Brown die verschillende eilanden langs de linkeroever van de Corantijn onderzocht.